# تلخاب ناظر (آبجدان)
تلخاب ناظر (بالفارسية: تلخاب نظر) هي منطقة سكنية تقع في إيران في قسم آبجدان الريفي. يقدر عدد سكانها بـ 498 نسمة بحسب إحصاء 2016.